# 拉普拉塔 (新墨西哥州)
拉普拉塔（英語：La Plata）是位於美國新墨西哥州聖胡安縣的普查規定居民點。

## 人口
根據2020年美國人口普查的數據，拉普拉塔的面積為57.41平方千米，當中陸地面積為57.40平方千米，而水域面積為0.01平方千米。當地共有人口2105人，而人口密度為每平方千米36.67人。